# Эрвик, Эскил
Эскил Эрвик (норв. Eskil Ervik, р. 11 января 1975, Тронхейм, Норвегия) — норвежский конькобежец, двукратный серебряный призёр чемпионата Европы и бронзовый призёр чемпионата мира в классическом многоборье и на отдельных дистанциях, участник Олимпийских игр 2002 и 2006 годов.